# Różan (ville)
Pour les articles homonymes, voir Różan.
Różan (prononciation : [ˈruʐan]) est une ville polonaise de le powiat de Maków de la voïvodie de Mazovie dans le centre-est de la Pologne.
Elle est le siège administratif (chef-lieu) de la gmina de Różan.
Elle se situe à environ 77 kilomètres au nord de Varsovie (capitale de la Pologne).
La ville couvre une surface de 6,67 km2 et comptait 2 757 habitants en 2012.

## Histoire
La ville a obtenu son statut de ville en 1378.
De 1975 à 1998, la ville appartenait administrativement à la voïvodie d'Ostrołęka.

## Personnalités
- Robert Mróz (1963-), professeur de médecine, compositeur et chanteur, est né à Różan.